# Beorn leggi
Famille
Genre
Espèce
Beorn leggi, unique représentant du genre Beorn et de la famille des Beornidae, est une espèce fossile de tardigrades.

## Distribution
Cette espèce a été découverte dans de l'ambre au Manitoba au Canada. Elle date du Crétacé.

## Étymologie
Cette espèce est nommée en l'honneur de William M. Legg. Le genre est nommé en référence à Beorn, du roman Le Hobbit de J.R R Tolkien

## Publication originale
- Cooper, 1964 : The first fossil tardigrade : Beorn leggi Cooper, from cretaceous amber. Psyche, vol. 71, p. 41-48 (texte intégral).